# 三碘化钌
三碘化钌是钌的碘化物，化学式 RuI3。

## 制备
三碘化钌可以由三氯化钌的水合物和碘化钾反应而成。
{\displaystyle \mathrm {RuCl_{3}\cdot xH_{2}O+3\ KI\longrightarrow RuI_{3}+3\ KCl+xH_{2}O} }
它也可以由四氧化钌和氢碘酸反应而成。

## 性质
三碘化钌是一种黑色固体。它不溶于水好有机溶剂。它是正交晶系的，晶格参数 a = 647 pm、b = 1120.5 pm 和c = 585.5 pm。